# لوون ایساهاکیان
لوون گئورگی ایساهاکیان (ارمنی: Լևոն Գևորգի Իսահակյան؛ ۲ آوریل ۱۹۰۸ – ۳ مارس ۲۰۱۰) یک کارگردان و فیلمنامه‌نویس اهل ارمنستان بود. وی بین سال‌های ۱۹۳۱ تا ۱۹۷۱ میلادی فعالیت می‌کرد.

## زندگی‌نامه
وی در ۱۵ آوریل [سبک قدیمی: ۲ آوریل] ۱۹۰۸ در آلکساندراپول (گیومری فعلی) به دنیا آمد و از انستیتو دولتی هنری و نمایشی ایروان فارغ‌التحصیل شد. وی همچنین برندهٔ جوایزی همچون شده است. وی در ۳ مارس ۲۰۱۰ در سن ۱۰۱ سالگی در ایروان درگذشت.

## گزیده فیلمشناسی
از فیلم‌ها یا برنامه‌های تلویزیونی که وی در آن حضور داشته است می‌توان به آنوش اشاره کرد.

## کارگردانی
- جاده‌ای به‌سوی سیرک